# Trois Piliers du Sikhisme
Les Trois Piliers du Sikhisme (gurmukhi : ਸਿੱਖ ਧਰਮ ਦੇ ਤਿੰਨ ਥੰਮ੍ਹਾਂ), aussi appelés trois devoirs, ont été édictés par Guru Nanak, chronologiquement le premier Guru des sikhs.
En voici un résumé :
1. Le pratiquant doit suivre les devoirs du sikhisme comme Simran et Naam Japna. Il doit méditer sur Dieu, le Waheguru, et réciter et chanter des prières[3].
2. Guru Nanak demande aux sikhs de mener une vie maritale honnête en suivant Kirat Karo ; c'est-à-dire gagner honnêtement sa vie par des efforts mentaux et physiques quotidiens tout en bénissant Dieu. Il faut également dire la vérité à tout instant et craindre seulement Dieu. Il faut vivre dignement, en suivant des valeurs morales nobles et spirituelles[2],[1].
3. La pratique de Vand Chakko, qui peut se traduire par « partager et consommer ensemble », doit s'appliquer à la communauté ou Sadh Sangat. Les sikhs sont en fait invités à partager leur richesse, et à s'établir dans une communauté qui suit les préceptes édictés par les dix Gurus. L'esprit de don est une valeur importante pour Guru Nanak[2],[4].